# Konídiumos gombák
A konídiumos gombák (Deuteromycota: deuterosz (gör.) - második; müketesz (gör.) gombák, a.m. második alakkal (is) rendelkező) gombák egy csoportja, amelybe különböző penészgombák tartoznak. Egyes fajaikat, az úgynevezett nemespenészeket az élelmiszeriparban használják fel (sajtgyártás, csokoládékészítés, téliszalámi) készítés során. Több csoportjuk igen jelentős gyógyszeralapanyag. Ugyanakkor a növénykórtanban tárgyalandó növénybetegségeket, például a növények leveleinek károsodásai, vagy az állati, emberi bőr gombás fertőzését okozó epidermofiton gombák is ide tartoznak. Jellemzően konídiummal, ivartalanul szaporodnak, de környezetüktől függően ivaros szaporodásra képes alakjaik is lehetnek – ezek közül egyesek a járomspórás gombák (Zygomycota), mások a tömlősgombák (Ascomycota) közé tartoznak.
A konídiumos gombák többségét ezért e két gombatörzs valamelyikébe szintén besorolták. Ez taxonómiai redundanciát (az egyértelmű megértéshez elegendő minimumon felüli, ezért fölösleges többlet) okozott, amit a Nemzetközi Botanikai Kongresszusok (International Botanical Congress) jogszabályai oldottak fel. Az ún. Melbourne Code (2011), a Shenzhen Code (2017), majd az erre épülő,  a 11. Nemzetközi Mikológiai Kongresszuson (11th International Mycological Congress, IMC) elfogadásra került a mikológiai szervezet saját, átdolgozott,  gombataxonómiai szabályzata San Juanban, 2018-ban. Beépítésre kerültek a Gomba Nevezéktani Szekció anyagába az Algák, Gombák és Növények Nemzetközi Nevezéktani Szabályzata F Fejezet-ként (Chapter F of the International Code of Nomenclature for algae, fungi, and plants). 2019. január elsejével hatályba lépett az „Egy gomba = Egy név” elvre épülő új gombarendszertan.

## Rendszertan
Gomba törzs , amelynek még nem ismerjük ivaros szaporodását és főspóra alakját, illetve amely feltételezhetően nem is rendelkezik ilyennel.
Akadnak közöttük olyan fajok is, amelyek speciális laboratóriumi kultúrákban képeznek termőtesteket, természetes körülmények között viszont nem hoznak létre ilyen képleteket. Vitatott még, hogy a főspórát nem képező fajoknak soha nem volt-e meiospórát kialakító képességük, vagy azt csupán az evolúció folyamán veszítették-e el. Amint megismerésük teljessé válik, a hifáik válaszfalai, valamint a sejtfaluk struktúrája és kémiai jellemzői alapján az ide sorolt gombák egy része valószínűleg a tömlősgombák (Ascomycota), kisebb része pedig a bazídiumos gombák (Basidiomycota) osztályába kerül.

## Szaporodásuk
Kevés kivételtől eltekintve eddig csak konídiumokkal, a telep miceliális részeivel vagy szkleróciumokkal bekövetkező szaporodásukról tudunk. A rendeket és a családokat a konídiumok keletkezési módja alapján különíthetjük el. Ivaros szaporodásukat többnyire paraszexuális folyamatok pótolják.
Az Agonomycetes törzs fajai (pl. Rhizoctonia spp.) konídiumokat sem képeznek. Részben a tömlősgombák, részben a bazídiumos gombák egyszerűsödött leszármazottainak tartják őket. A Moniliales rend nagyszámú faja (pl. Fusarium spp., Botrytis spp., Cladosporium spp., Monilia spp.) a szubsztrátum felületén fejlett, elágazó konídiumtartókon hozza létre konídiumait. A Sphaeropsidales rend tagjai konídiumaikat peritéciumokra emlékeztető, magános vagy többesével sztrómába ágyazott piknídiumokban termelik. A Melanconiales rend fajainak (pl. Gloeosporium spp., Septoria spp.) konídiumtartói (conidioma) az általuk parazitált növény felszíni rétegei - kutikulája vagy epidermisze - alatt konídiumtelepeket (acervulus) képeznek. A Blastomycetales rend, sarjsejtképzése (blastospora), sejtláncainak feldarabolódása, valamint biokémiai tulajdonsága alapján az élesztőszerű tömlősgombák alosztályával (Protoascomycetidae) mutat rokonságot. Ide tartozik például a Candida nemzetség.

## A konídiumos gombák által okozott betegségek
A csoport számos faja veszélyes növényi kártevő. A búza és több más növényfaj közismert betegsége a szeptóriás levélfoltosság, amit a Septoria tritici nevű faj okoz. A napraforgó szeptóriás levélfoltosságának a Septoria helianthi a kiváltója. Az alma keserűrothadása a Gloeosporium fructigenum, a szőlő fenésedése vagy antraknózisa pedig a Gloeosporium ampelophagum hatására jelentkező betegség. Csonthéjas gyümölcsfák levéllyukasztó gombája a Stigmia carpophila, levélfoltosságuk kiváltója pedig a Blumeriella jaapii. A szilva vörösfoltosságát idézi elő a Polistigma rubrum. A Fusariumfajok az edénynyalábokban élősködnek. Közülük a F. solani a burgonyagumókat múmiává aszalja, a F. oxysporumés a F. moniliforme pedig a burgonya szárának tövét korhasztja. A borsó János-napi hervadását a F. oxysporum var. pisi okozza. A cukorrépa (Beta vulgaris subsp. vulgaris var. altissima) cerkospórás levélragyája (Cercospora beticola) szintén jelentős terméskiesést okoz. A pázsitfüveken élősködő Fusarium avenaceum, F. culmorum, F. poae és F. tricinctum a legelő háziállatokra mérgező hatású. Az általuk kiváltott betegség a fuzariotoxikózis.

## Közismert nemzetségek, fajok
- Penicillium - a tömlősgombákhoz is sorolják
- Candida - a tömlősgombákhoz is sorolják
- Septoria
  - Septoria tritici
  - Septoria helianthi
- Gloeosporium
  - Gloeosporium fructigenum
  - Gloeosporium ampelophagum
- Stigmina
  - Stigmina carpophila
- Blumeriella
  - Blumeriella jaapii
- Polistigma
  - Polistigma rubrum
- Fusarium
  - Fusarium solani
  - Fusarium oxysporum
  - Fusarium moniliforme
  - Fusarium avenaceum
  - Fusarium culmorum
  - Fusarium poae
  - Fusarium tricinctum